# Mahmoud Kahraba
Mahmoud Abdel Moneim (arabe : محمود عبد المنعم), plus connu sous le nom de Kahraba, surnommé « L'Électricité », né le 13 avril 1994 au Caire, est un footballeur international égyptien  qui évolue au poste d'ailier à Al-Ittihad Tripoli.

## Biographie

### En club
Il intègre l'effectif professionnel d'ENPPI en 2011.
Le 8 août 2013, il est prêté au FC Lucerne pour une saison avec option d'achat par l'ENPPI.
Remplaçant lors des premières journées de championnat, il se fait ensuite, vite une place dans l'équipe type. Il inscrit trois buts lors de ses trois premières titularisations en championnat.
En mars 2014, le FC Lucerne résilie le contrat du jeune égyptien pour des raisons de discipline. Il laisse une très bonne impression avec un total de sept buts et une passe décisive à seulement 19 ans et pour sa première saison en Europe.
Kahraba ne mettra pas longtemps à trouver un autre club, puisque quelques mois plus tard il s'engage avec le Grasshopper, qui avait terminé 2e lors de la saison précédente. Il jouera donc le tour préliminaire de la Ligue des champions avec son nouveau club, une première pour le jeune égyptien de 20 ans.
Lors des trois premiers matchs amicaux de son équipe, Kahraba inscrira trois buts en ayant seulement joué les premières mi-temps à chaque fois.

### En équipe nationale
Avec les moins de 17 ans, il participe à la Coupe d'Afrique des nations des moins de 17 ans en 2011. Lors de cette compétition organisée au Rwanda, il joue trois matchs. Il délivre une passe décisive lors de la première rencontre face au Sénégal. Malgré un bilan honorable d'une victoire et deux défaites, l'Égypte est éliminée dès le premier tour.
Il participe ensuite avec les moins de 20 ans à la Coupe d'Afrique des nations des moins de 20 ans en 2013. Lors de cette compétition qui se déroule en Algérie, il joue cinq matchs. Il se met en évidence en marquant un but en phase de poule contre le Bénin puis en inscrivant deux buts en demi-finale contre le Nigeria. Il délivre également deux passes décisives, notamment une lors de la finale remportée face au Ghana. A titre personnel, Kahraba termine meilleur buteur de la compétition. Il dispute ensuite quelques semaines plus tard la Coupe du monde des moins de 20 ans organisée en Turquie. Lors du mondial junior, il joue trois matchs. Il marque un but lors de la première rencontre face au Chili. Malgré un bilan honorable d'une victoire et deux défaites, l'Égypte est éliminée dès le premier tour.
Avec les moins de 23 ans, il participe à la Coupe d'Afrique des nations des moins de 23 ans en 2015. Lors de cette compétition organisée au Sénégal, il prend part à trois matchs. Il marque un but lors de la première rencontre face à l'Algérie. Avec un bilan de deux nuls et une défaites, l'Égypte est éliminée dès le premier tour.
Il reçoit sa première sélection en équipe d'Égypte le 10 septembre 2013, contre la Guinée. Ce match gagné 4-2 rentre dans le cadre des éliminatoires du mondial 2014. Il inscrit son premier but en équipe nationale le 6 septembre 2015, contre le Tchad. Ce match gagné 1-5 rentre dans le cadre des éliminatoires de la Coupe d'Afrique des nations 2017.
En 2017, il participe à la Coupe d'Afrique des nations  qui se déroule au Gabon. Il joue quatre matchs lors de cette CAN. Il marque un but en quart de finale contre le Maroc, puis délivre une passe décisive en demi face au Burkina Faso. En revanche, il ne prend pas part à la finale perdue face au Cameroun, à la suite d'une accumulation de cartons jaunes.
Le 28 mars 2017, il marque son troisième but, en amical contre le Togo (victoire 3-0). Il fait ensuite partie de la liste des 23 joueurs égyptiens sélectionnés pour disputer la Coupe du monde de 2018 qui se déroule en Russie. Lors de ce mondial, il prend part à trois matchs, mais sans disposer du statut de titulaire. Avec un bilan catastrophique de trois défaites en trois matchs, six buts encaissés et deux buts marqués, l'Égypte est éliminée dès le premier tour.
Le 14 novembre 2019, il marque son quatrième but, contre le Kenya. Ce match nul (1-1) rentre das le cadre des éliminatoires de la Coupe d'Afrique des nations 2021. En décembre 2023, il est retenu dans la liste des vingt-sept joueurs égyptiens sélectionnés par Rui Vitória pour disputer la Coupe d'Afrique des nations 2023.

## Palmarès
- Égypte
  - Vainqueur de la Coupe d'Afrique des nations juniors en 2013
  - Finaliste de la  Coupe d'Afrique des nations en 2017

- ENPPI Club
  - Vainqueur de la Coupe d'Égypte en 2011

- Zamalek
  - Vainqueur de la Coupe d'Égypte en 2016 et 2019

- Al Ittihad Djeddah
  - Vainqueur de la Coupe d'Arabie saoudite en 2017

- Al Ahly SC
  - Vainqueur de la Ligue des champions d'Afrique en 2020, 2021 et 2023
  - Champion d'Égypte en 2020
  - Vainqueur de la Coupe d'Égypte en 2020

## Distinctions personnelles
- Meilleur buteur de la Coupe d'Afrique des nations junior 2013 avec trois buts.
- Meilleur buteur de la Ligue des champions de la CAF 2022-2023 avec six buts.
- But de l'année aux CAF Awards 2023[8]
- Meilleur passeur de la Coupe du monde des clubs 2023 (2 passes décisives)